# Cyperus plukenetii
Cyperus plukenetii är en halvgräsart som beskrevs av Merritt Lyndon Fernald. Cyperus plukenetii ingår i släktet papyrusar, och familjen halvgräs. Inga underarter finns listade i Catalogue of Life.